# 50 (tal)
50 (femtio (fil)) är det naturliga talet som följer 49 och som följs av 51.

## Inom matematiken
- 50 är ett jämnt tal.
- 50 är ett hexagonalt pyramidtal
- 50 utgör tillsammans med 49 ett Ruth-Aaronpar
- 50 är ett Harshadtal
- 50 är ett palindromtal i det Romerska talsystemet.

## Inom vetenskapen
- Tenn, atomnummer 50
- 50 Virginia, en asteroid
- Messier 50, öppen stjärnhop i Enhörningen, Messiers katalog